# 1896年の映画
1896年の映画（1896ねんのえいが）では、1896年（明治29年）の映画分野の動向を展望し、発表されたおもな映画作品や、映画関係者の誕生についてまとめる。

## 出来事

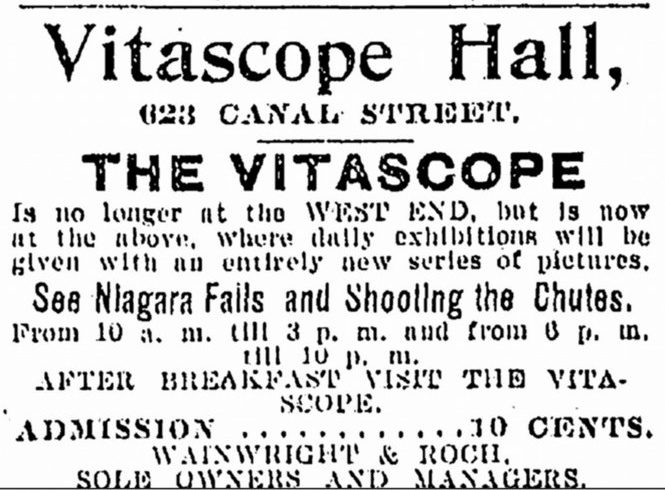
「まったく新しい作品のシリーズ」を提供するとしたニューオーリンズのヴァイタスコープ・ホールの広告。

- 1月 - アメリカ合衆国で、チャールズ・フランシス・ジェンキンス（英語版）とトーマス・アーマットが映写機ヴァイタスコープを設計し、アーマットはトーマス・エジソンと組んでその製造に着手した。
- 1月14日 - バート・エイカーズ（英語版）が、彼が開発した映写機「キネオプティコン (Kineopticon,)」をイギリスで初めて、ロンドンのクイーンズ・ホール（英語版）で開催された英国王立写真協会の集会で公開した。これがイギリスにおける、最初の映画の上映である[1]。
- 2月20日 - ロンドンにて[2]
  - ロバート・W・ポールが、彼の映写機「シアトログラフ (Theatrograph)」（後の「アニマトグラフ (Animatograph)」）をアルハンブラ劇場（英語版）で公開した。
  - リュミエール兄弟が、イギリスで初めて、レスター・スクウェアのエンパイア劇場（英語版）で、彼らの映画を上映した。
- 4月 - エジソンとアーマットのヴァイタスコープが、ニューヨークで、公開上映に用いられた。
- 5月14日 - ロシア皇帝ニコライ2世がモスクワで戴冠し、その模様は初めて映画に記録された戴冠となった。
- 7月11日 - ベネズエラで最初の映画上映が、ルイス・マヌエル・メンデス（英語版）とマヌエル・トルヒーヨ・デュラン（英語版）によって、マラカイボのバラルト劇場（英語版）でおこなわれた[3]。
- 7月26日 - ニューオーリンズのカナル・ストリートに「ヴァイタスコープ・ホール (Vitascope Hall)」が開業したが、これは特定の場所で映画上映専用の施設が設けられた最初の事例であった[4] 。
- 9月28日 - 映画会社パテ・フレールが創設された。
- 10月19日 - ニューヨーク州バッファローに「エジソニア・ホール」が開業したが、これは世界最初の映画上映専門に設計されて作られた建物であった[4]。
- 11月3日 - マリウス・セスティエが、オーストラリアの大きなスポーツ・イベントであるメルボルンカップを撮影した。
- 11月25日 - 日本で最初のキネトスコープの上映が、高橋信治が輸入した機材を用いて神戸の神港倶楽部で始まった[5][6]。
- フランスで、奇術師で映画制作者となったジョルジュ・メリエスが、新しい映画の記述を用いた実験を始めて、ストップモーションをはじめ様々な初期の特殊効果の開発に乗り出した。この年に制作された作品の中には、『The Devil's Castle』、『A Nightmare』、『A Terrible Night』などがあった[7]
- ウィリアム・シーリグ（英語版）が、シカゴで、シーリグ・ポリスコープ・カンバニー (Selig Polyscope Companyを創設した。
- ジョルジュ・ドゥメニー（フランス語版）とレオン・ゴーモンが、60mmフォーマットのフィルムを開発し、まずパーフォレーションのないものが「バイオグラフ (Biographe)」として、次いでパーフォレーションがあるものが「クロノフォトグラフ (Chronophotographe)」として知られるようになった。
- カシミール・シヴァン (Casimir Sivan) とE・ダルファン (E. Dalphin) が、38mmフォーマットを開発した。

## おもな作品

### バート・エイカーズ
- ボクシング・カンガルー / The Boxing Kangaroo
- Boxing Match; or, Glove Contest
- Dancing Girls
- Landing at Low Tide
- ドーヴァーの荒波 / Rough Sea at Dover - 監督：ロバート・W・ポール
- Yarmouth Fishing Boats Leaving Harbour

### ウィリアム・K・L・ディクソン
- Dancing Darkies - アメリカ合衆国のドキュメンタリー

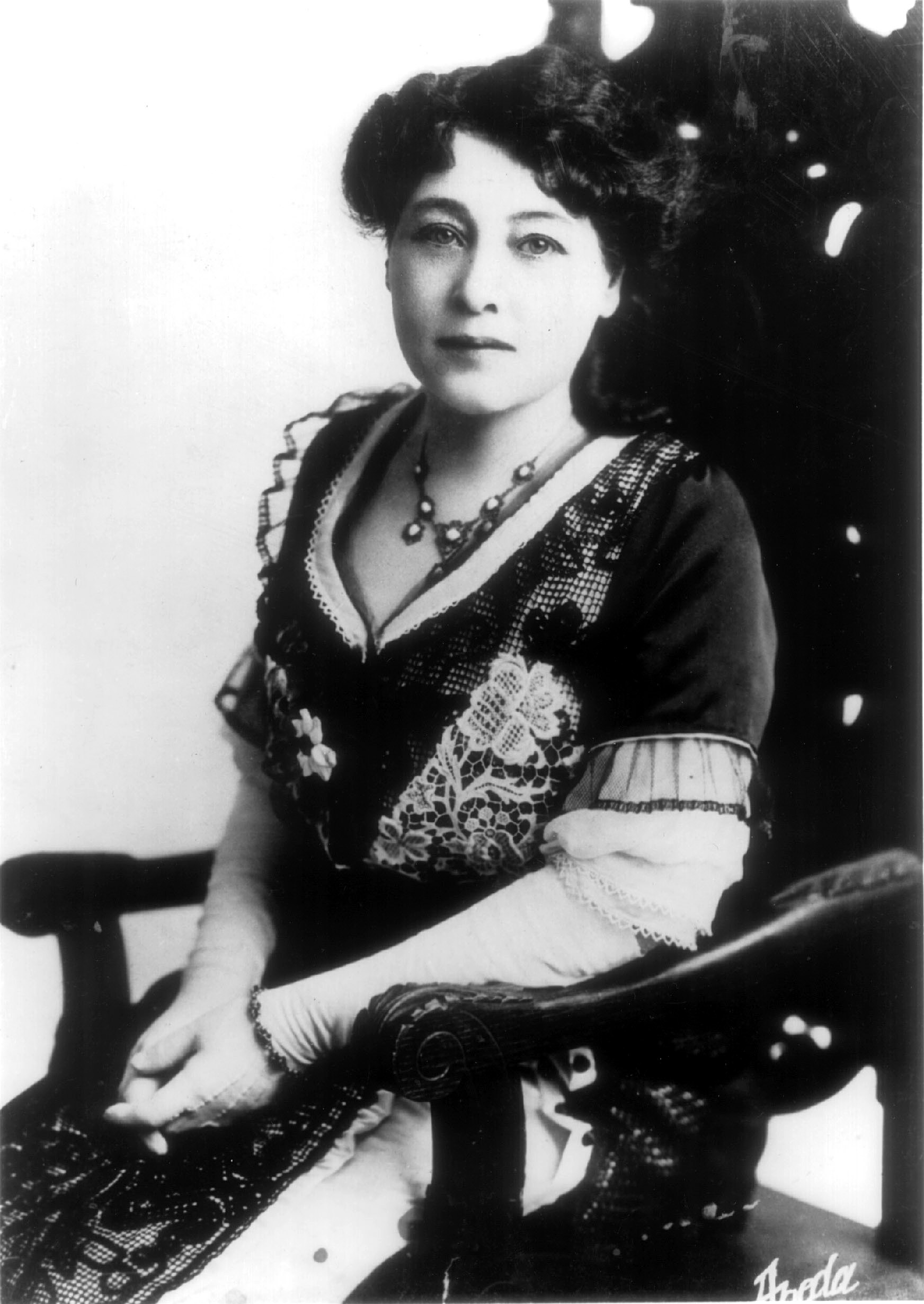
先駆的な映画制作者のひとりで、最初の女性監督となったアリス・ギイは、この年にデビューした。

### アリス・ギイ＝ブラシェ
- Chez le barbier
- Le chapeau de Tabarin
- Le clubmen
- La Fée aux Choux
- Les concierges
- Les démolisseurs

### ジョルジュ・アト
- 奴隷を毒殺しようとするネロ / Néron essayant des poisons sur des esclaves

### ウィリアム・ハイセ
- Feeding The Doves

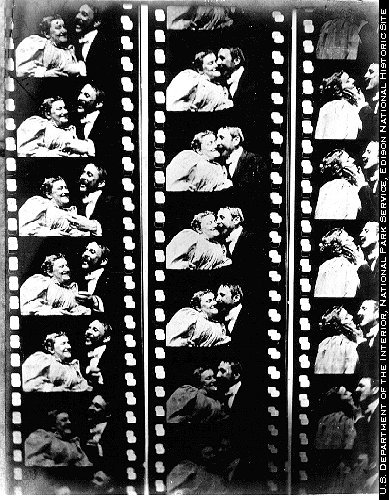
映画史上最初の接吻を1896年に演じたのは、偉大なカナダ出身のスターだったメイ・アーウィンと、ジョン・C・ライスであった。

- M・アーウィンとJ・C・ライスの接吻 / The Kiss - 出演は、メイ・アーウィンとジョン・C・ライス。映画史上最初の接吻。最初の恋愛映画と見做すこともできる。

### M・H・ラデ
- Gestoorde hengelaar - 現存しない。
- Spelende kinderen  - 現存しない。
- Zwemplaats voor Jongelingen te Amsterdam - 現存しない。

### ルイ・リュミエール
- Arab Cortege, Geneva
- ラ・シオタ駅への列車の到着 / L'Arrivée d'un train en gare de La Ciotat - 神話的に語られることとは異なり、『ラ・シオタ駅への列車の到着』は、リュミエール兄弟が1895年12月28日にフランスのパリで映画を初公開した際には上映されていなかった。当日上映されたプログラム10作品の中に本作は入っていない。本作の最初の上映は、1896年1月に入ってからであった。
- Bataille de boules de neige
- Carmaux, défournage du coke
- Childish Quarrel
- Children Digging For Clams
- 壁の破壊 / Démolition d'un mur
- Dragoons Crossing The Saone
- Loading A Boiler
- New York: Broadway At Union Square
- New York: Brooklyn Bridge
- エカルテ遊び / Partie de cartes
- Poultry-Yard
- Pompiers a Lyon
- Promenade Of Ostriches, Paris Botanical Gardens

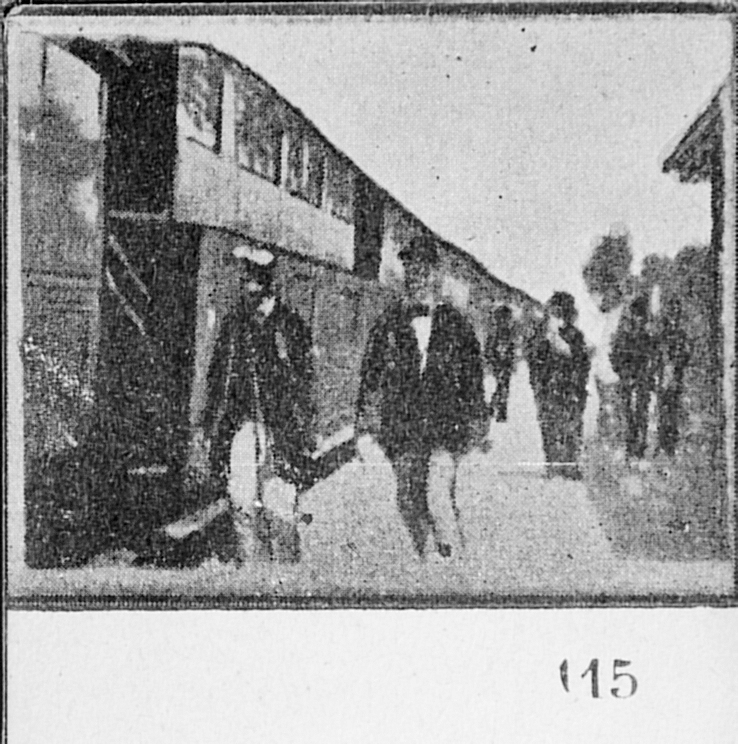
『Arrival of a Train at Vincennes Station』からの断片と考えられているプリント。

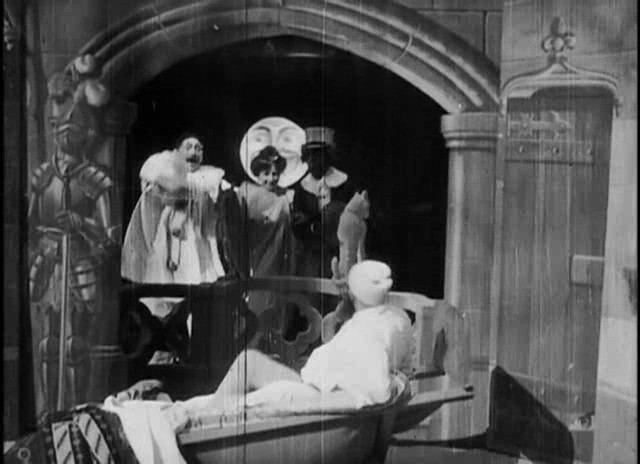
『A Nightmare』からのスクリーンショット。

- Serpentine Dance

### ジョルジュ・メリエス
- A Lightning Sketch- 4作シリーズ、現存しない。
- A Nightmare - 「幻想的な場面 (scène fantastique)」として広告された。
- A Serpentine Dance - スター・フィルムのカタログ番号44、現存しない。
- 困った夜 / A Terrible Night - サブタイトル「喜劇的な場面 (scène comique)」。
- Arrival of a Train at Vincennes Station - 現存しないと考えられている。
- Conjurer Making Ten Hats in Sixty Seconds - 現存しない。
- Conjuring - 2014年にフィルムが再発見された。
- ミス・ド・ヴェール / Miss de Vère (English Jig)
- カード遊び / Playing Cards -  スター・フィルムのカタログ番号1。
- Post No Bills
- The Haunted Castle (aka The House of the Devil, aka The Devil's Castle)[8]
- The Rag-Picker
- The Rescue on the River
- ロベール＝ウーダン劇場における婦人の雲隠れ / The Vanishing Lady
- Watering the Flowers - おそらくは現存しない。

### ロバート・W・ポール
- Barnet Horse Fair
- Blackfriars Bridge
- Comic Costume Race
- ドーヴァーの荒波 / 'Rough Sea at Dover - バート・エイカーズとともに監督。
- The Twins' Tea Party
- Two A.M.; or, the Husband's Return - 制作：ロバート・W・ポール

### アレクサンドル・プロミオ
- Lion, London Zoological Gardens
- Pelicans, London Zoological Gardens

### ガブリエル・ヴェール
- Carga de rurales - メキシコで撮映されたドキュメンタリー.
- Un duelo a pistola en el bosque de Chapultepec (Duel au pistolet).

### その他
- A Morning Alarm - エジソン・スタジオ（英語版）制作。
- A Sea Cave Near Lisbon - ヘンリー・ショート (Henry Short) が監督したイギリスのアクチュアリティ映画（英語版）。
- 花嫁の就寝時間 / Le Coucher de la Mariée - フランスのエロティックな短編映画、最初期の性的場面のある映画（バチェラー・パーティー映画）のひとつと考えられている。制作者はユージン・ピロー（英語版）で、監督はアルベール・キルヒナー（英語版）が「レア (Léar)」という変名で務めた。
- Macintyre's X-Ray Film - ドキュメンタリーのX線撮影映画で、スコットランドの医師ジョン・マッキンタイア（英語版）が監督した。
- McKinley at Home, Canton, Ohio - ウィリアム・マッキンリーが1896年9月に共和党の大統領候補指名を受けた様子をサイレント映画で再現した作品で、アメリカン・ミュートスコープ・アンド・バイオグラフ・カンパニー（英語版）が制作した。
- Up the River - 監督不詳。

## 誕生
| 月   | 日   | 名前                         | 国             | 職業                 | 没年 |  |
| 1月  | 20日 | ジョージ・バーンズ           | アメリカ合衆国 | 俳優、コメディアン   | 1996 |  |
| 1月  | 20日 | ロルフ・セダン               | アメリカ合衆国 | 俳優                 | 1982 |  |
| 1月  | 20日 | イザベル・ウィザース         | アメリカ合衆国 | 女優                 | 1968 |  |
| 3月  | 3日  | ウィリー・ファン             | 中国           | 俳優                 | 1945 |  |
| 4月  | 8日  | エイナー・ユール             | デンマーク     | 俳優                 | 1982 |  |
| 4月  | 26日 | ルート・タルモ               | エストニア     | 俳優                 | 1967 |  |
| 5月  | 16日 | ギルダ・ランガー             | ドイツ         | 女優                 | 1920 |  |
| 5月  | 17日 | ルース・ドネリー             | アメリカ合衆国 | 女優                 | 1982 |  |
| 6月  | 28日 | コンスタンス・ビニー         | アメリカ合衆国 | 女優、歌手、ダンサー | 1989 |  |
| 7月  | 16日 | イヴリン・プリア             | アメリカ合衆国 | 女優、歌手           | 1932 |  |
| 7月  | 25日 | ジャック・ペリン             | アメリカ合衆国 | 俳優                 | 1967 |  |
| 8月  | 14日 | テオドル・ルッツ             | エストニア     | 監督、映画制作者     | 1980 |  |
| 8月  | 18日 | ジャック・ピックフォード     | カナダ         | 俳優                 | 1933 |  |
| 8月  | 30日 | レイモンド・マッセイ         | カナダ         | 俳優                 | 1983 |  |
| 10月 | 1日  | エイブラハム・ソファー       | アメリカ合衆国 | 俳優                 | 1988 |  |
| 10月 | 6日  | デイヴィッド・ハワード       | アメリカ合衆国 | 監督                 | 1941 |  |
| 10月 | 23日 | リリアン・タッシュマン       | アメリカ合衆国 | 女優                 | 1934 |  |
| 10月 | 30日 | レックス・チェリーマン       | アメリカ合衆国 | 俳優                 | 1928 |  |
| 11月 | 16日 | ローレンス・ティベット       | アメリカ合衆国 | 俳優、歌手           | 1960 |  |
| 12月 | 10日 | トルステン・ベルグストローム | スウェーデン   | 俳優、監督           | 1948 |  |